# Stani Michiels
Stani Michiels (Geel, 1973) es un artista visual, arquitecto y diseñador de monedas belga.

## Biografía
Stani Michiels nació en 1973 en Geel, ciudad y un municipio de Bélgica localizado en el distrito de Turnhout. Vive y trabaja en los Países Bajos (Ámsterdam). Michiels obtuvo una maestría en arquitectura de la Universidad Católica de Lovaina (1991–1996). Posteriormente estudió arte en la Gerrit Rietveld Academie (1998-2001) y en la Rijksakademie (2002-2003) en Ámsterdam.
En su obra la arquitectura suele estar presente. La mayor parte de su trabajo se crea digitalmente con software de fabricación propia. El resultado final es un dibujo, fotografía o vídeo, en el que el origen digital no resulta evidente. Michiels ha realizado exposiciones en Países Bajos, Bélgica, Francia, Alemania, Indonesia y China.
Michiels también es programador de Python y desarrolla Phatch, un editor por lotes de fotografías basado en Python Imaging Library. Diseñó un entorno de desarrollo integrado para Python llamado acertadamente "Stani's Python Editor".

## Diseño de monedas
En 2008, Michiels ganó un concurso del Ministerio de Finanzas de Países Bajos para diseñar una moneda conmemorativa especial de 5 euros con el tema "Países Bajos y arquitectura". La moneda fue diseñada íntegramente con software gratuito.